# Misty Mountain Hop
Misty Mountain Hop, är en sång skriven av John Paul Jones, Jimmy Page och Robert Plant, framförd av Led Zeppelin på albumet Led Zeppelin IV släppt 1971. Sången inleder andra sidan på albumet. 
I sången finns referenser till J.R.R. Tolkiens böcker. Bandet spelade ofta Misty Mountain Hop under sina turnéer.